# Yoshino (1893)
El Yoshino fue un crucero protegido construido en los astilleros Armstrong Whitworth de Elswick (Reino Unido), siendo proyectado por sir Philip Watts para la Armada Imperial Japonesa.

## Características
Cuando entró en servicio, en septiembre de 1893, se convirtió en el crucero más rápido del mundo, siendo considerado una de las mejores unidades navales por el número, tipo y disposición de su artillería principal, además del buque más grande en servicio en Japón..
Tenía un casco de proa con espolón muy pronunciado y popa de crucero muy lanzada. Castillo y alcázar muy bajos y timón semicompensado, con 2 chimeneas inclinadas hacia popa y 2 palos que conferían a la unidad una línea clásica, que se convertiría en tradicional en los cruceros construidos en Elswick.
Su aparato motor constaba de 12 calderas cilíndricas y 2 máquinas verticales de triple expansión, con una potencia de 15.750 HP a dos hélices, que le permitieron una, estupenda para su época, velocidad de 23 nudos.

## Blindaje y armamento
Con una buena protección horizontal de 114 mm y vertical de 102 mm, la mejor característica del buque era su disposición artillera, con 4 piezas de 152 mm y 8 de 120 mm, emplazadas en montajes simples y dispuestas de tal modo que el buque podía emplear, por una misma banda, 3 de los 4 de 152, y 4 de los 8 de 120. Además de un numeroso armamento contratorpedero, 22 piezas de 47 mm, y 5 tubos lanzatorpedos que, inicialmente fueron de 356 mm, siendo sustituidos, en 1900, por tubos de 457 mm.

## Historial
Fue buque insignia del almirante Tsuboi en la batalla del río Yalu durante la primera guerra sino-japonesa.
Formó parte de la 3.ª División, destinada a bloquear Port Arthur, durante la guerra ruso-japonesa.

### Hundimiento
La noche del 15 de mayo de 1904, en una de sus patrullas cerca de Liao-tong, maniobrando entre la niebla, fue embestido por el crucero acorazado Kasuga. El Yoshino se fue a pique arrastrando con él a 270 hombres de su tripulación.

## Galería

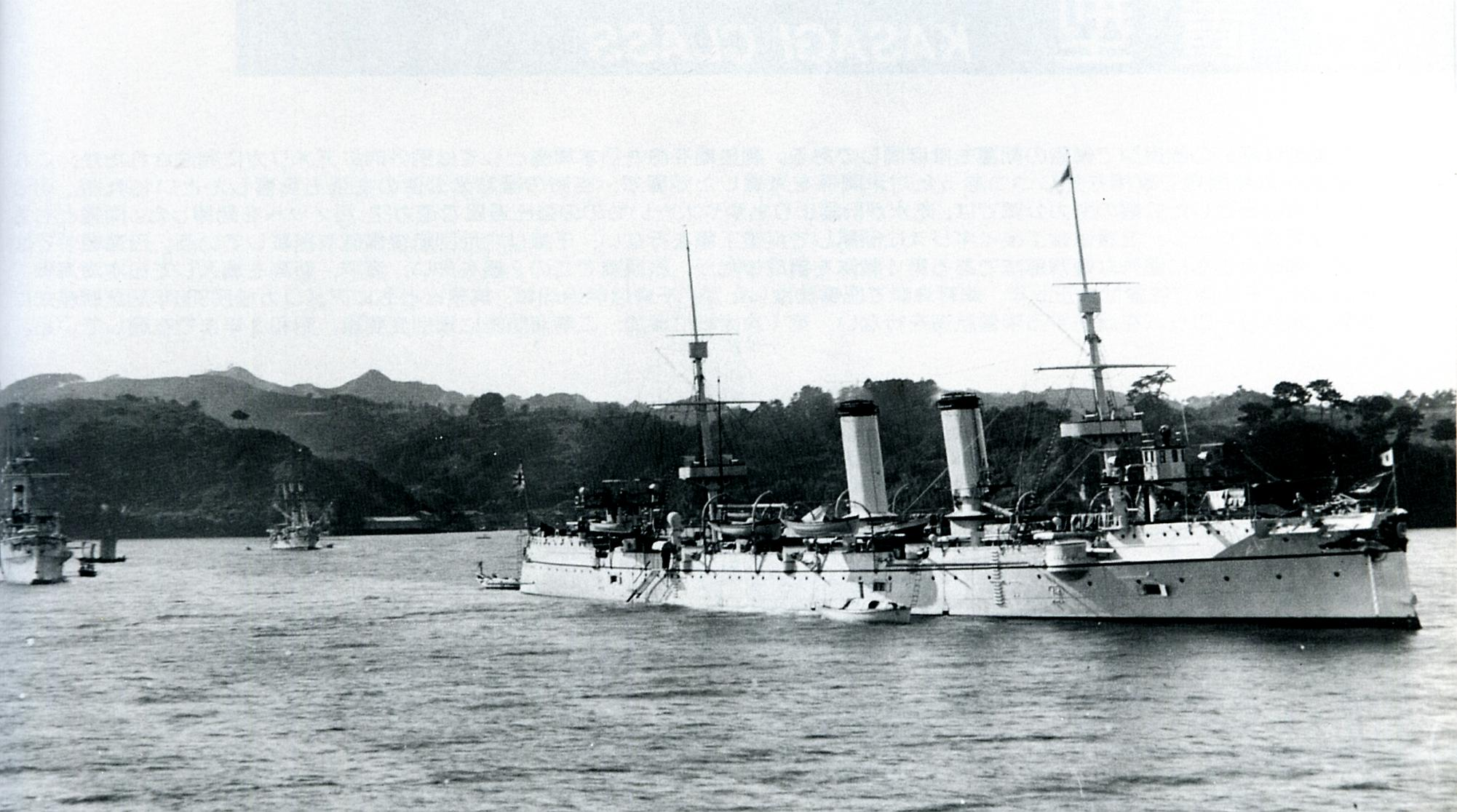
El Yoshino en Yokosuka en 1896
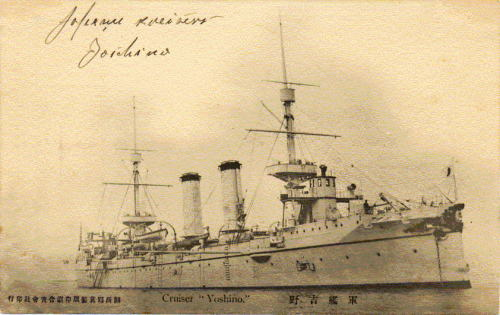
Postal de 1905 del Yoshino